# August Stahn
August Józef Stahn (ur. 22 sierpnia 1888 w Łopuszach, zm. ok. 28 marca 1945 w KL Mittelbau-Dora) – działacz Badaczy Pisma Świętego niemieckiego pochodzenia, organizator ruchu Wolnych Badaczy Pisma Świętego w Polsce.

## Życiorys
Urodził się jako czwarty syn młynarza Andrzeja Stahna i Katarzyny z domu Steier. Miał też młodszą siostrę. Pochodził z niemieckiej rodziny ewangelickiej. W 1911 wyjechał do Stanów Zjednoczonych, dokąd wcześniej wyjechał jeden z jego starszych braci. W tym okresie był baptystą. Mimo swojego niemieckiego pochodzenia na emigracji utrzymywał kontakty z Polakami, wśród których zetknął się z naukami Charlesa Taze Russella. Przyjął wówczas wierzenia Badaczy Pisma Świętego. W roku 1918 został ochrzczony i zaczął udzielać się jako zdolny kaznodzieja. Został obrany starszym polskiego zboru w Syracuse. Swoją działalność prowadził wśród grup badaczy będących w opozycji do głównej grupy badaczy skupionych wokół Towarzystwa Strażnica.
W czerwcu 1927 roku został wysłany do Polski z polecenia Hipolita Oleszyńskiego, współpracownika Pastoralnego Instytutu Biblijnego. W Polsce i we Francji rozpoczął organizowanie w jedną całość luźno działających polskich grupek opozycjonistów, które z czasem utworzyły zbory Wolnych Badaczy Pisma Świętego. Przyczyniło się to do ostatecznego rozdziału ruchu badackiego w Polsce na zbory lojalne wobec Towarzystwa Strażnica oraz zbory Wolnych Badaczy Pisma Świętego, który to podział nastąpił około roku 1928. W dniach 23–25 lipca 1928 brał udział również w konwencji epifanistów we Lwowie próbując pozyskać członków tego ruchu dla organizowanych przez siebie zborów.
Po przyjeździe z Ameryki w 1927 zamieszkał w Krakowie przy ul. Bonerowskiej 3 i tam miał swoje biuro. W 1929 roku własnym nakładem wydał broszurę „Doświadczajcie duchów czy z Boga są”, w której polemizował z naukami Towarzystwa Strażnica. W 1936 przeniósł się do Białegostoku i stamtąd kierował grupami Wolnych Badaczy Pisma Świętego z całej Polski. W tym samym roku już w Białymstoku opublikował broszurę „Wyjaśnienie, znaczenie, powstanie i działalność Komitetu”, w której przedstawiał działalność zarządu Towarzystwa Strażnica w czasach Charlesa T. Russella i po jego śmierci, działalność polskiej filii Towarzystwa Strażnica oraz komitetu Dawn Bible Students Association. Zalegalizował też działalność zboru w tym mieście. Potwierdza to decyzja Starostwa Grodzkiego Białostockiego z dnia 18 maja 1938.
W 1939 roku przed planowaną konwencją Wolnych Badaczy Pisma Świętego, która miała się odbyć w Ciemnoszyjach, został, ze względu na niemieckie pochodzenie, fałszywie oskarżony przed dowództwem wojskowym w Osowcu o szpiegostwo na rzecz Niemiec. Po przesłuchaniu został jednak wypuszczony.

## Okres II wojny światowej
W 1940 roku, gdy okolice, w których mieszkał, znalazły się pod okupacją Związku Radzieckiego, ponownie udał się do wsi Ciemnoszyje, by przeprowadzić uroczystość pogrzebową. Tym razem został oskarżony przed władzami radzieckimi. Został aresztowany i przekazany do Białegostoku. Ponieważ jednak w jego domu kwaterował radziecki oficer polityczny, szybko został wypuszczony.
Ponieważ przed wybuchem II wojny światowej nie opuścił Polski, utracił wizę amerykańską. W trakcie wojny jako Niemiec wzbudził zainteresowanie gestapo. Wciąż bowiem przebywał z Polakami, odmawiał używania pozdrowień Heil Hitler, na własną prośbę chciał, by w dokumentach, w rubryce wyznanie wpisano mu Bibelforscher (Badacz Biblii). Działalność wszystkich grup badackich była od 1935 roku w III Rzeszy zakazana, a władze niemieckie nie rozróżniały podziałów wśród badaczy i początkowo wszystkich traktowały jednakowo. W obozach koncentracyjnych wszystkie grupy należały do oddzielnej kategorii więźniów i oznaczone znakiem fioletowego trójkąta.
Został aresztowany w marcu 1943 po jednym z przesłuchań na gestapo. 4 czerwca 1943 został osadzony w Auschwitz-Birkenau, 24 czerwca 1944 wysłano go do obozu w Buchenwaldzie i jego filii w Mittelbau-Dora w pobliżu Nordhausen. W Oświęcimiu został oznaczony numerem 123911 z kategorią IBV („Internationale Bibelforcher-Vereinigung”) narodowości P („Pole” – Polak) i osadzony w bloku 15, uznawanym za blok polski. W okresie tym szukał towarzystwa Świadków Jehowy, stanowiących zdecydowanie największą grupę badaczy oznaczonych fioletowym trójkątem.
Zmarł około 28 marca 1945 w obozie Mittelbau-Dora wskutek pobicia przez kapo, na krótko przed wyzwoleniem obozu przez wojska amerykańskie.